# Frenswegen
Nordwestlich der Stadt Nordhorn liegt in circa vier Kilometer Entfernung der Ortsteil Frenswegen.
Ein Ort, dessen Bewohner, früher in der Mehrheit landwirtschaftlich tätig, sehr mit den wirtschaftlichen Höhen und Tiefen des hier liegenden Klosters Frenswegen verknüpft sind.

## Lage
Das Areal dieser ehemaligen Hovesaat (Hofesaat) Frenswegen, rund 152 Hektar groß, liegt auf einem halbinselartigen Sandrücken, ideal gelegen, eingegrenzt vom Tal der Vechte und den Niederungen des Frensdorfer Bruches. Am Fluss entlang lagen die alten Verkehrswege, der Fluss bot Fischfang, seine Auen Weidegrund und Nahrung für die Viehzucht. Das Hinterland mit den heutigen Forsten diente früher mit Heide- und Moorflächen als wichtiges Rohstoffreservoir und als Weidegebiet für Schafherden.

## Name
Der heutige Name Frenswegen entwickelte sich im Laufe der Geschichte aus Namen wie Frendeswege, Vrendeswege, Vrendesweel, Vredeswege und Vrendeswice. Da diese Hovesaat am Hauptweg der Bauerschaft Frensdorf gelegen ist, kann der Name von der Lage Frens und Wege abgeleitet sein.

## Geschichte

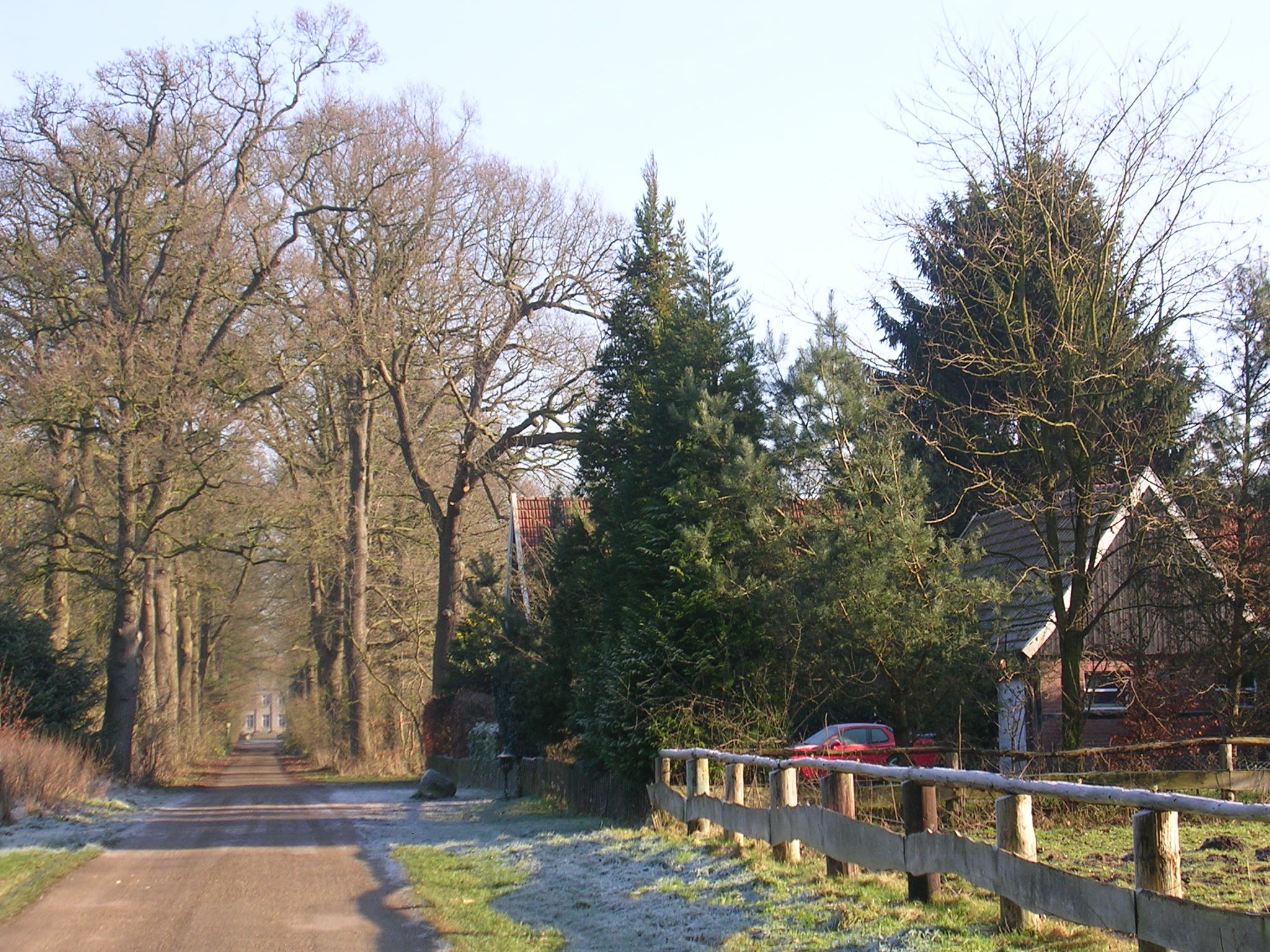
Klosterallee

Klosterruine um 1910

Früheste Spuren menschlicher Anwesenheit in Frenswegen stammen aus der Zeit um Christi Geburt. 1938 wurden bei Kultivierungsarbeiten am „Uhlenbölt“, westlich des Paradiesweges hinter der heutigen Erdgasstation, eisenzeitliche Spuren entdeckt. Ausgrabungen legten den Grundriss eines dreischiffigen Hallenhauses frei. Eine in der Nähe liegende Wiese wurde lange Zeit von alteingesessenen Bauern aus Frenswegen als „Kerkhoff“ (Friedhof) benannt. Dieser Name kann hindeuten auf einen Brandgräberfriedhof aus der Eisenzeit.
Für die Folgezeit verlieren sich konkrete Spuren bäuerlichen Lebens in und um Frenswegen.
Flurnamen, topografische Befunde und spärlich vorhandene schriftliche Dokumente wurden ausgewertet und es ist als sicher anzusehen, dass bei Gründung des Klosters Frenswegen im Jahre 1394 sechs Bauernhöfe in Frenswegen vorhanden waren.
Folgende Namen sind verzeichnet: Eynoldingh, Albertink, Hinrikink, Vuust, Horst bzw. „Stevenshusis“ und Gherdes.
Den Gründern des Klosters wurde vom Grafen Bernhard I. von Bentheim das Bauernerbe Eynoldingh überlassen. Gleichzeitig oder kurze Zeit später wurde den Klostergründern zwei weitere Höfe übereignet. Es sollen die Höfe Hinrikink und Albertink gewesen sein.
Die anderen vorhandenen Höfe sind in der Folgezeit alle in den Besitz des Klosters gelangt. Sie müssen zu dieser Zeit verwaist oder von nachkommenlosen Bauern bewohnt gewesen sein, da schwer vorstellbar ist, dass sie in den Status von Heuerleuten, wie er später im Bereich der Hovesaat-Ansässigen galt, abgesenkt wurden.
Das Kloster gewann rasch an Ansehen und wurde bereits 1400 der Windesheimer Kongregation angeschlossen. Damit setzt am Klostergebäude eine rege Bautätigkeit ein. Der Prior erwarb im Umland Weideland für Schafherden und durch großzügige Schenkungen des Bentheimer Grafen Bernhard I. und anderer Wohltäter erhielt der Konvent viele Ländereien und Grundstücke.
So hatte das Kloster in den Jahren 1396–1498 circa 80 Bauernerben in elf Kirchspielen und den angrenzenden Niederlanden in seinem Besitz. Alle Bauern und Bäuerinnen waren Eigenbehörige des Klosters.

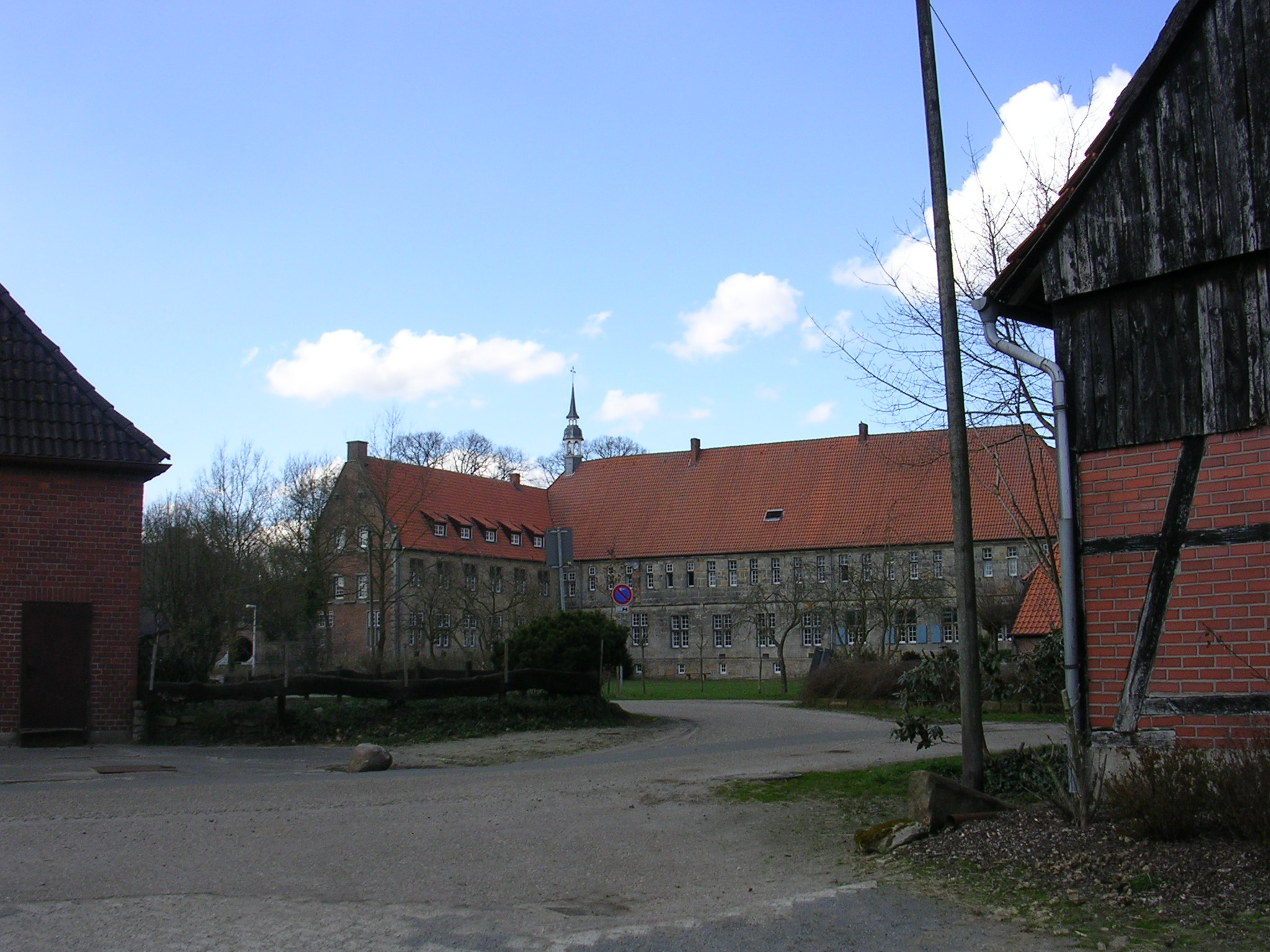
Bauernhäuser und Kloster Frenswegen

1544 begann mit der Reformationszeit und des Wechsels des bentheimischen Grafen zur lutherischen Konfession ein Abschwung. Der Graf verbot 1560 dem Konvent neue Novizen aufzunehmen und nach Beginn des Achtzigjährigen Krieges in den angrenzenden Niederlanden verließen die Chorherren 1580 Frenswegen, um nach Nordhorn in die Stadtburg zu ziehen. Diese hatten sie 1578 von Graf Arnold II. von Bentheim gekauft. Mit dem Weggang setzte der Verfall der Gebäude ein.
Erst 1641 begann die Renovierung des Klosters und der Wiederaufbau der verlassenen und teilweise eingestürzten Wirtschaftsgebäude und im Jahre 1655 kehrte der Konvent ins Klostergebäude zurück. Bis zur Aufhebung im Jahre 1809 erlebte das Kloster eine zweite Blütezeit, weil Graf Ernst Wilhelm von Bentheim im Jahre 1668 zum Katholizismus konvertierte.
In den folgenden Jahren veränderte sich auf der Hovesaat und am Klostergebäude sehr viel. Viele Baumaßnahmen wurden ausgeführt.
Um das große, mit einem Innenhof versehene, Klostergebäude wurden verschiedene Zier- und Nutzgärten angelegt und Eichenalleen gepflanzt, insbesondere die auf der Westfront des Klosters zulaufende Allee, der heutige Fuchsweg, sowie die Allee, die vom Vorplatz bis zum alten Gasthaus an der Hauptstraße führt.

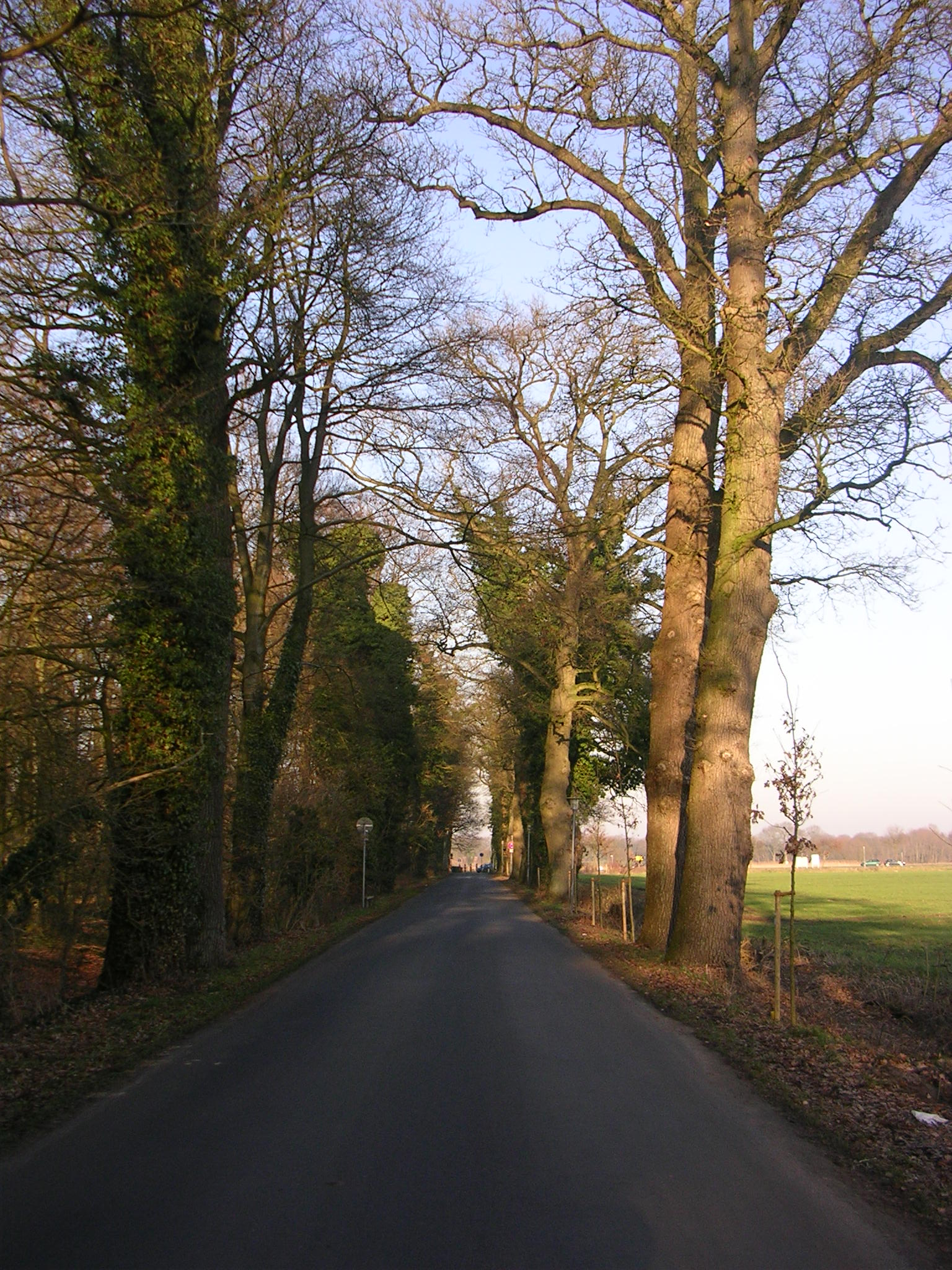
Allee zur Klosterschenke

Das Klostergebäude wurde geschützt durch einen Verteidigungsring mit Zäunen, Pforten und Wassergräben.
Auf der Hovesaat wurden verschiedene Wirtschaftsgebäude, die zum Teil heute noch stehen, errichtet,
so ein Klosterbackhaus, ein Krankenhaus (später als kleine Schankwirtschaft genutzt), zwei Kornspeicher und weiter abgelegen an der Grenze der Hovesaat, Neustadt genannt, drei Gebäude, die wohl als Schafställe des Klosters dienten.
Am heutigen Kohlandweg, in der Nähe der Kornspeicher, wurden zwei Gebäude gebaut. Sie dienten als Korn- und Ölmühle und wurde angetrieben durch Vechtewasser, das durch eine Gräfte zwischen den Häusern durchfloss. Diese Gräfte wurde gespeist durch von der Vechte abgeleitetes Wasser und hatte auch Verbindung zu den Schutzgräben des Klosters.
Die landwirtschaftlichen Hauptnutzungsflächen lagen südlich des Klosters, die Maaten, ein zur Gras- und Heugewinnung genutztes Grünland, und westlich angrenzend die Hochackerflur, bestehend aus Schlat, Esch und Albertink, im Wesentlichen genutzt zum Roggenanbau.
Mit Beginn der Französischen Kriege nimmt Frankreich auch Besitz von der Grafschaft Bentheim. Graf Ludwig zu Bentheim kann aber 1804 sein Land aus dem französischen Besitz auslösen und übernimmt damit auch die Verfügungsgewalt des Klosters. Zu dieser Zeit sind in der Hovesaat verzeichnet 17 Heuerwohnungen und es wohnen außerhalb der Klostermauern 96 Erwachsene und 35 Kinder, vorwiegend Heuerleute, die den Klostergrund beackern, sowie Handwerker und ein Wirt.

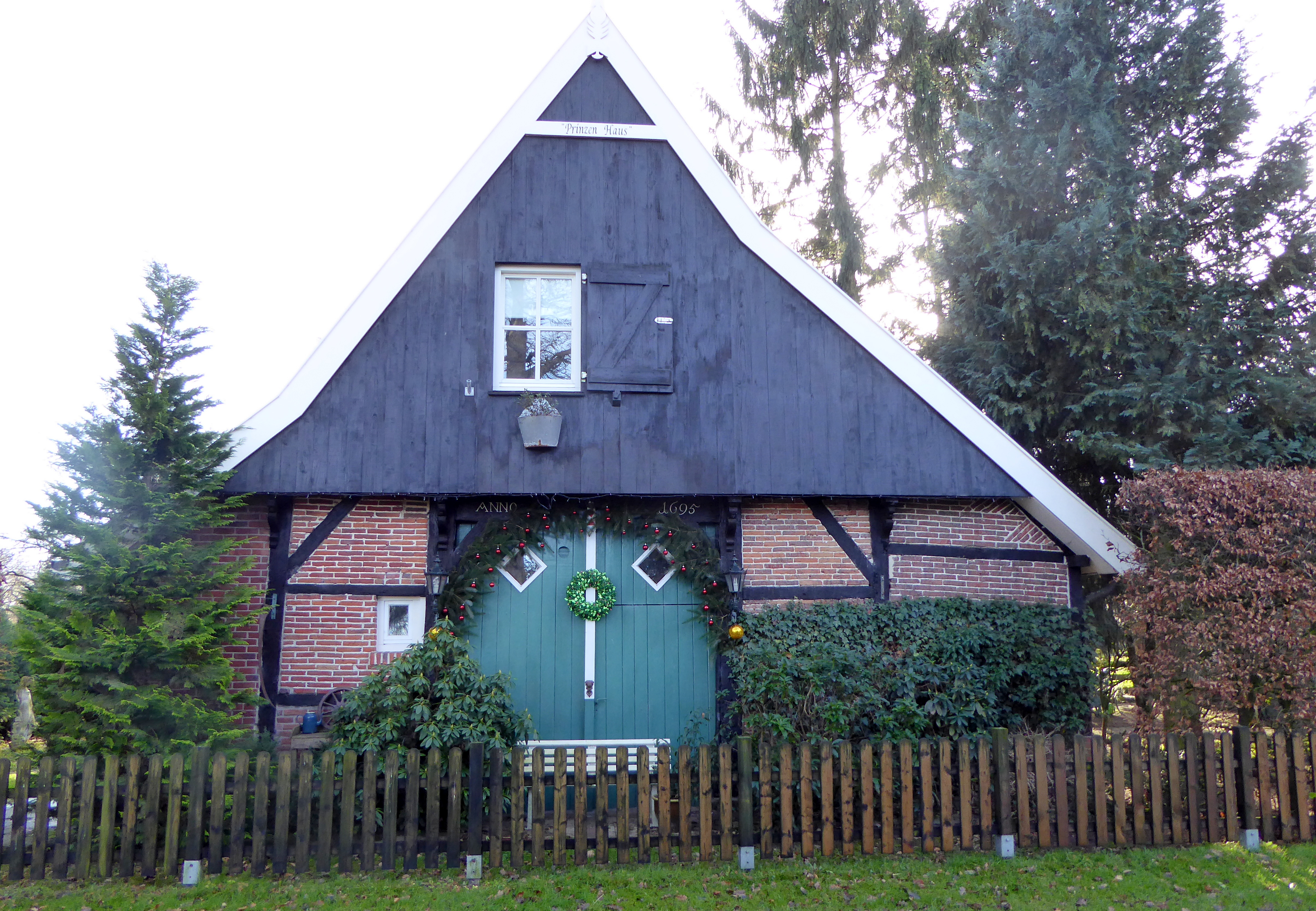
Altes Bauernhaus Jahrgang 1695

Nachdem 1806 die Grafschaft Bentheim dem Großherzogtum Berg zugeschlagen wurde, unterstellte man das Kloster mitsamt allen Heuerwohnungen dem Landdrosten von Elverfeldt.
Der Niedergang wurde bereits 1803 durch den Reichsdeputationshauptschluss besiegelt. Die offizielle Aufhebung geschieht am 25. Oktober 1809 durch die Regierung des Großherzogtums Berg. 1815 verlässt Gerhard Többe, der letzte Chorherr, Kloster Frenswegen.
In einem Vergleich mit der hannoverschen Regierung, die nach Ende der napoleonischen Kriege die Grafschaft zurückbekommt, erhält 1823 der Fürst zu Bentheim und Steinfurt das leerstehende Klostergebäude sowie alle Gebäude der Hovesaat mit einem Areal von circa 131 Hektar und die Jagd- und Fischereirechte übertragen.
Ein vom Fürsten eingesetzter Rentmeister, der selbst im Klostergebäude wohnte, führte Buch über Einnahmen und Ausgaben und überwachte die Einhaltung der Zeitpachtverträge, die nun die fürstliche Domänenkammer in Burgsteinfurt mit den Heuerleuten und Mietern schloss.

### Eisenschmelze
Im Frühjahr 1824 versucht Johann Hund, Hüttenmeister einer Eisenhütte bei Bocholt, den Fürsten Alexis zu Bentheim und Steinfurt von seinem Plan zum Abbau von Raseneisenerz und zur Gründung einer Eisenschmelze in den Klostergemäuern zu überzeugen. Pläne und Kosten für den Stau des benötigten Vechtewassers brachten den Plan zu Fall.

### Schule
Am 18. März 1827 beantragen 22 Heuerleute bei der Königlich-Großbritannisch-Hannoverschen Regierung zu Bentheim, im Klostergebäude eine Schule einzurichten und um Zulage für den Unterhalt eines Lehrers. Die derzeit 40 schulfähigen Kinder von fünf bis 14 Jahren sollten wieder, wie zur Blütezeit des Klosters durch einen Organisten geschehen, hier unterrichtet werden. Der Weg zur Schule nach Nordhorn oder zur Bauerschaft Bookholt sei weit, die Überquerung der Vechte gefahrvoll, dass Schulgeld hoch und die Kinder würden dort in einer reformierten Schule unterrichtet.
Aber erst Ende 1834 begann nach Jahren schleppender Planungen der Unterricht in einer hergerichteten Kammer des Jüffernhauses auf dem Klostergelände.
Sehr viel später, 36 Jahre nach dem ersten Antrag, also 1863, wurde dieser provisorische Schulbetrieb mit dem Neubau einer katholischen Volksschule abgelöst. Viele Generationen lang haben dann die Schüler aus Frenswegen diese Schule besucht.
In den Jahren 1870–1871 wurden etwa 600 französische Kriegsgefangene in Frenswegen im Klostergebäude untergebracht. Sieben verstorbene Franzosen sind auf dem Friedhof neben dem Gebäude begraben.
Die inzwischen erreichte Bezeichnung Gutsbezirk mit dem Gemeindevorsteher Berning wurde im Oktober 1849 als Ortsgemeinde von der Landdrostei Osnabrück anerkannt. In der Folge sind als Ortsvorsteher genannt Hermann Schulten, Revierförster Jungemann und Forstaufseher Lichte.
Am 1. April 1929 verlor der Gutsbezirk Frenswegen auf Beschluss des Preußischen Staatsministeriums seine Selbstständigkeit und wurde in die Stadt Nordhorn eingemeindet.

## Frenswegen heute
In Frenswegen betreiben heute nur noch drei Landwirte Ackerbau und Viehzucht. Von den ehemaligen Häusern sind in ihrem Ursprung nicht mehr viele erhalten. Erwähnt werden sollten nur zwei nachfolgend beschriebenen Gebäude. Abgebrochen oder durch Brand vernichtet wurden neben der Ölmühle auch andere Gebäude. Die noch vorhandenen Gebäude sind nach den Bedürfnissen der Bewohner umgebaut und zeigen nur noch teilweise Spuren der Vergangenheit.

### Klosterschenke

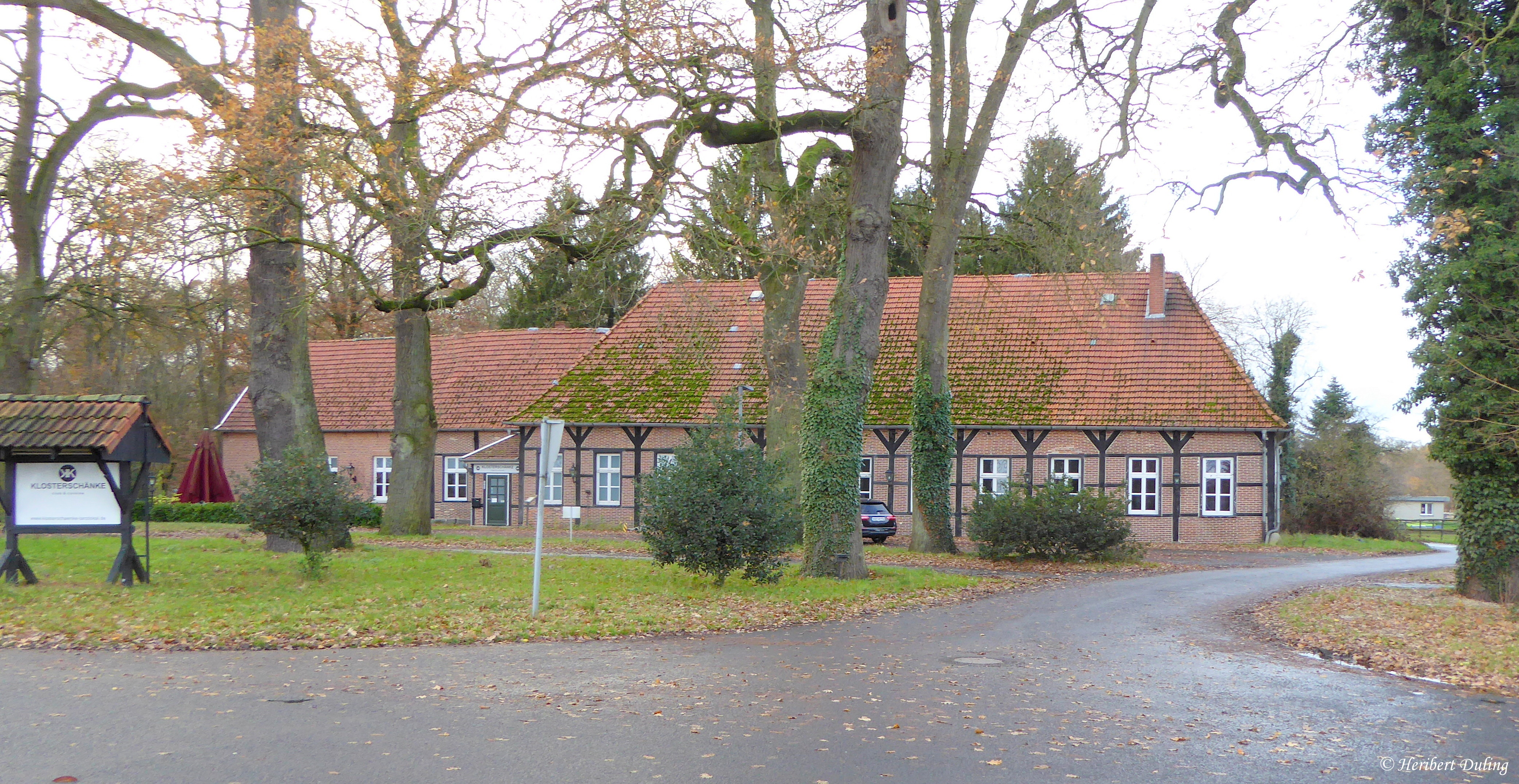
Klosterschenke im Jahr 2017

Der früheste gesicherte Hinweis auf ein Wirtshaus stammt aus dem Jahre 1673. In diesem Gebäude, das noch jahrhundertelang als Gaststätte genutzt wurde und heute leer steht, betrieb der Heuermann des Klosters, Gerhardus Tranß, genannt Trans Gerdt, neben der Landwirtschaft eine Gastwirtschaft. Hier wurde vermutlich Bier und Schnaps an Fuhrleute, die mit ihrer Fracht zwischen Neuenhaus und Nordhorn fuhren und hier das Kloster passierten, ausgeschenkt.
In der Folgezeit bis heute sind hier circa 20 Wirtsleute tätig gewesen, wie alleine drei Generationen Tranß, Segelfort-Quaink, Berning, Deiting, Abel, Odinga, Göttker, Kischke, Müller, Pikkemaat und Unterpächter der Rolinck Brauerei. Das Haus diente somit über 300 Jahre der Gastronomie. Der häufige Pächterwechsel hat den traditionsreichen Namen „Trans“, unter dem die Pächter lange und mehr als unter ihrem Hausnamen bekannt waren, verschwinden lassen.
Das Alter des jetzigen Gebäudes lässt sich nicht genau feststellen. Es wird vermutlich erst im Rahmen der barocken Erneuerungen errichtet worden sein.
Seit dem Jahre 2000 gehört das Gebäude zur Stiftung Kloster Frenswegen.

### Dulinks Hus (Haus)

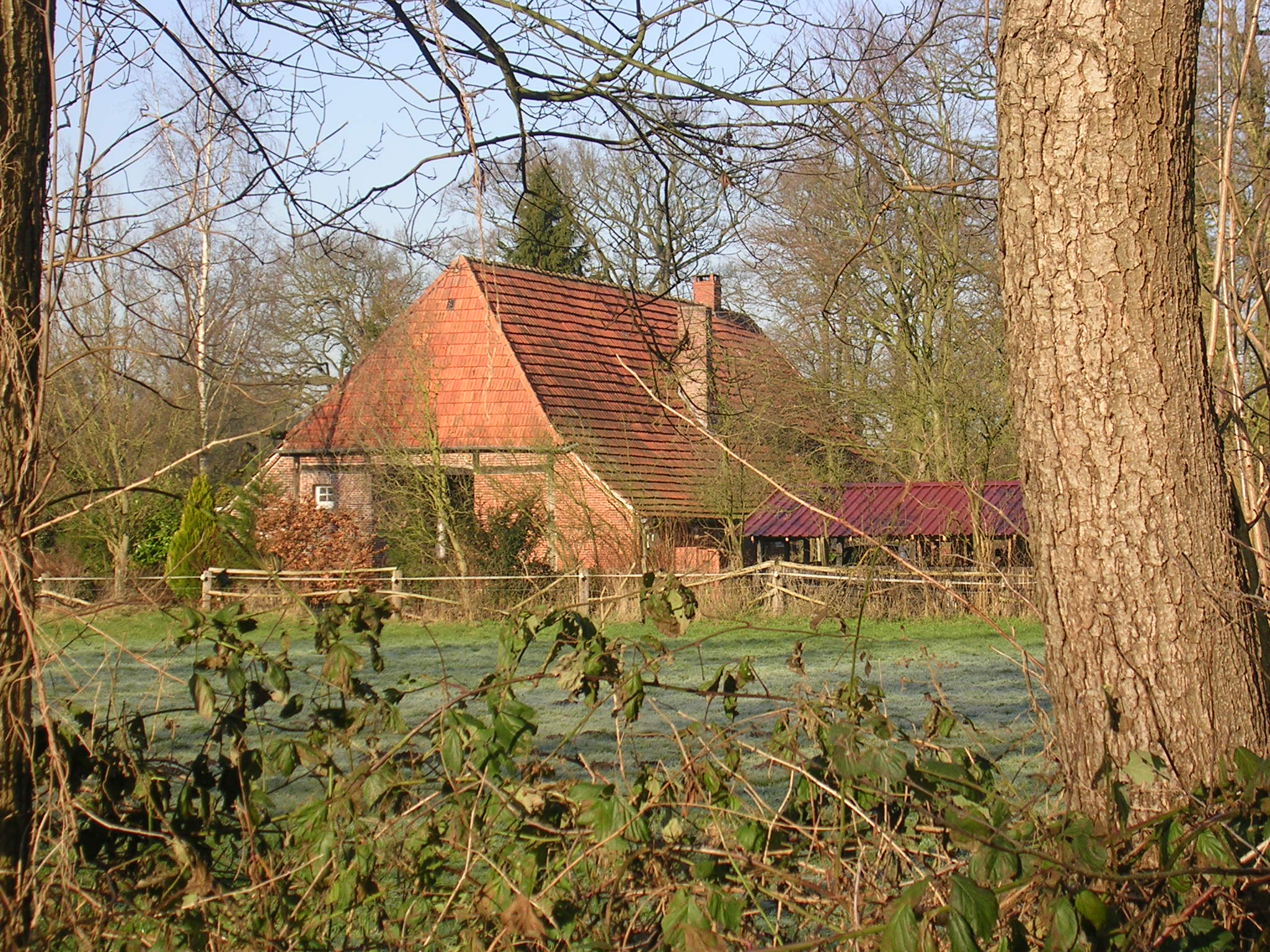
Dulinks Hus (Haus)

Geht man vom Hauptportal des Klosters durch die Allee etwa 400 Meter weit, gelangt man zu einem Teil von Frenswegen, der Neustadt genannt wird. Von den an diesem Weg stehenden alten bäuerlichen Gebäuden ist das Dulinks Hus das einzige Frenswegener Haus, an dem das Gefüge des Holzgerüstes mit durchzapften Ankerbalken erhalten ist. Nach Recherche von Heimatforschern ist es eins von drei Gebäuden, die dem Kloster zunächst als Schafställe dienten. Errichtet wahrscheinlich nicht vor dem Jahre 1780.
Generationen der Familie Dulink (Duling), nachweislich seit ca. 1700 in Frenswegen ansässig, Pächter der Kornmühle von 1809 bis 1821; zwischenzeitlich in einer Kammer im Kloster wohnend; lebten von 1851 bis 1972 in diesem Haus und betrieben hier als Eigenbehörige oder Pächter die Landwirtschaft.